# Світ Соні (телесеріал)
«Світ Соні» — український комедійний серіал телекомпанії 1+1, який знятий компанією «1+1 Production» за форматом Sony Pictures Television. Перша серія вийшла у ефір 7 лютого 2012 року.

## Синопсис
Соня працює в невеликому районному супермаркеті касиром, і в колективі вона - неформальний лідер. Але ось з Новосибірська до них надсилають нового директора, який вирішує навести тут свої порядки. Паралельно зі справами на роботі, Соні та її чоловікові Степанові доводиться щодня вирішувати сімейні проблеми, знайомі всім і кожному - то юна дочка приводить додому нового нареченого, то молодший Богдан побився в школі. А тут ще у подруги і колеги Люби постійні любовні пригод. Люба - постійне джерело неприємностей для Соні, оскільки всі її проблеми доводиться вирішувати Соні.

## У ролях
- Олеся Жураківська — Соня, касир у супермаркеті
- Дмитро Лалєнков — Степан, чоловік Соні
- Валентина Гребеннікова — донька Дарина
- Денис Капустін — син Богдан
- Дарія Лобода — Люба, колега Соні, також касир у супермаркеті
- Віталій Альшанський — Козлов, засланець з Росії москаль-начальник
- Станіслав Голопатюк — Костя
- Віталій Іванченко — Тарас

## Виробництво
Серіал виробляється компанією «1+1 Production».
- Автори адаптації:  Микола Куцик, Олексій Курилко, Олександр Володарський, Олег Іваніца.
- Оператори-постановники: ?
- Режисер-постановники:  Олександр Богданенко, Ігор Забара
- Шеф-редактор: Олексій Бланар.
- Художник-постановник: ?
- Композитори:?

## Цікавинки
- Актор Дмитро Лаленков знімався також у першому в історії незалежної України україномовному ситкомі Леся + Рома